# 宮崎県立芸術劇場
宮崎県立芸術劇場（みやざきけんりつげいじゅつげきじょう）は、宮崎県宮崎市にある舞台芸術施設。愛称は『メディキット県民文化センター』。パイプオルガンが設置されているアイザックスターンホールと演劇ホールを主とする。優良ホール100選のひとつに選ばれている。
2023年（令和5年）8月から改修のため長期休館していたが、改修を終えて2025年（令和7年）3月28日にリニューアルオープン記念式典が行われた。

## 施設

### アイザックスターンホール
シューボックスタイプ（直方体）のステージの正面バルコニー上には66ストップを有する国産（須藤オルガン工房製）最大のパイプオルガンが設置されており、客席数1818席のオーケストラ専用ホールとして設計されている。一部可変のオーケストラひな壇4段が常設されている。
内装には宮崎県産のケヤキ、ミズメザクラ （ただし 突板 無垢材は防火上使用不可）が使用されている。
名称については当初はただコンサートホールとされていたが、宮崎国際音楽祭においてアイザック・スターンが関わったことより名称変更されている。

### 演劇ホール
演劇の上演を主眼に置かれて施設されている。客席数は1112席、オーケストラピット使用時は974席となる。残響を調整するために音響反射板の設置も可能となっている。

### イベントホール
多目的ホールとして施設されている。客席数は移動席だが300席を設置できる。残響を調整するために音響反射板の設置も可能となっている。

### その他
- 練習場
- 資料閲覧室

## 催し
- 宮崎国際音楽祭
- 国文祭・芸文祭みやざき2020開会式（2021年延期）

## 命名権
宮崎県は、収入源拡大の手段として命名権（ネーミングライツ）を販売していたが、2008年1月11日に、宮崎県内を発祥とする医療機器の製造・販売を業務とする企業、メディキットが取得することが決定した。
2008年4月から、愛称が「メディキット県民文化ホール（英称：MEDIKIT ART CENTER）」となる。契約期間は同年4月1日からの3年間。年間2千万円を支払う。

## 交通アクセス
- 日豊本線宮崎神宮駅 約1Km、徒歩10分